# Забіулла Муджахід
Забіулла Муджахід (7 лютого 1978 , Gardez Districtd, Пактія )(пушту ذبیح الله مجاهد Табітуллах Муджахід; також пишеться Забіулла або Забій Аллах) — офіційний представник Ісламського Емірату Афганістану (режим талібів). Він довгий час був одним з двох представників руху «Талібан», іншим був Карі Юсеф Ахмаді. Муджахід часто коментував в основному дії Талібану в східному, північному та центральному Афганістані, в той час як Ахмаді зосереджував увагу на західних і південних регіонах.
Муджахід з'явився публіці 17 серпня 2021 року. До цього він регулярно спілкувався з журналістами і виступав від імені «Талібану» за допомогою телефонних дзвінків, текстових повідомлень, електронних листів, Twitter і публікацій на сайтах джихадистів. Муджахід був призначений на пост в січні 2007 року після арешту офіційного представника Талібану Мухаммеда Ханіфа.

## Опис
Про Муджахіда відомо небагато, але 17 серпня 2021 він з'явився в Кабулі, Афганістан, де відповів на питання місцевих і міжнародних ЗМІ. Він вільно говорить пушту і перською мовами. Деякі журналісти в минулому заявляли, що вони впізнають його голос і що вони спілкуються з однією і тією ж людиною протягом останніх кількох років.
Муджахід описав себе в серії інтерв'ю, проведених по мобільному телефону. Він стверджує, що є чоловіком середніх років, що живе в Афганістані, одружений, має кількох дітей. Через погрози безпеки він постійно переміщається і не залишається на одному місці. Він стверджує, що має ступінь магістра релігієзнавства, але відмовляється назвати країну, в якій навчався, з міркувань безпеки. При уряді Талібану він займав нижчу посаду в Міністерстві культури та інформації. Пізніше він боровся разом з повстанцями, перш ніж в 2007 році був призначений прес-секретарем.
На початку 2009 року репортер CNN Нік Робертсон взяв інтерв'ю у людини, яка називає себе Муджахідом, що стояв спиною до телекамери. Робертсон описав чоловіка приблизно 30 років, бородатим і 6 футів (1,8 м) висотою. Після того, як в травні 2009 року транслювалося інтерв'ю CNN, Забіулла Муджахід, з яким журналісти розмовляли по мобільному телефону, заявив, що той в кого брали інтерв'ю був самозванцем. Один з аналітиків розвідки заявляв, що людина, опитана CNN, був одним з декількох осіб, які використовували цю особистість, але від цієї точки зору відмовилися, тому що його начальство було незадоволене інтерв'ю. Аналітик сказав: «Забіулла Муджахід не може бути однією людиною … Жодна людина не змогла б відповісти на таку кількість дзвінків зі ЗМІ».

## Представник Талібану
Як представник талібів, Муджахід передає послання угруповання афганським і іншим міжнародним ЗМІ. Він відповідає за підтвердження або спростування причетності групи до атак на території Афганістану. Він також публікує в своєму твіттері пропагандистські відеоролики, що демонструють досягнення Талібану протягом усього конфлікту.
- 21 квітня 2017 року Муджахід взяв на Талібан відповідальність за напад на військову базу, в результаті якого загинуло більше 140 солдатів[12].
- 21 січня 2019 року Муджахід взяв на Талібан відповідальність за напад на навчальний центр Національного управління безпеки (НУБ), в результаті якого загинуло більше 100 співробітників служби безпеки[13].
- 29 листопада 2020 року Муджахід взяв на Талібан відповідальність за напад на військову базу в Афганістані, в результаті якого загинули 30 співробітників служби безпеки[14].
- 17 липня 2021 року Муджахід вибачився за смерть журналіста Рейтер Деніша Сіддікуі, який був убитий в зіткненні між афганськими силами і талібами. Муджахід заявив, що таліби не знали, як загинув Сіддікі, і попросив журналістів проінформувати талібів перед входом в зону бойових дій, щоб група могла «належним чином подбати про цю конкретну людину»[15].
- 17 серпня 2021 року Муджахід заявив, що Афганістан перестане виробляти наркотики[16].